# Famille Beck-Friis
La famille Beck-Friis est une famille de la noblesse suédoise originaire du Danemark. Plusieurs comtes ou barons Beck-Friis ont été chambellans ou grands serviteurs du royaume de Suède.

## Historique

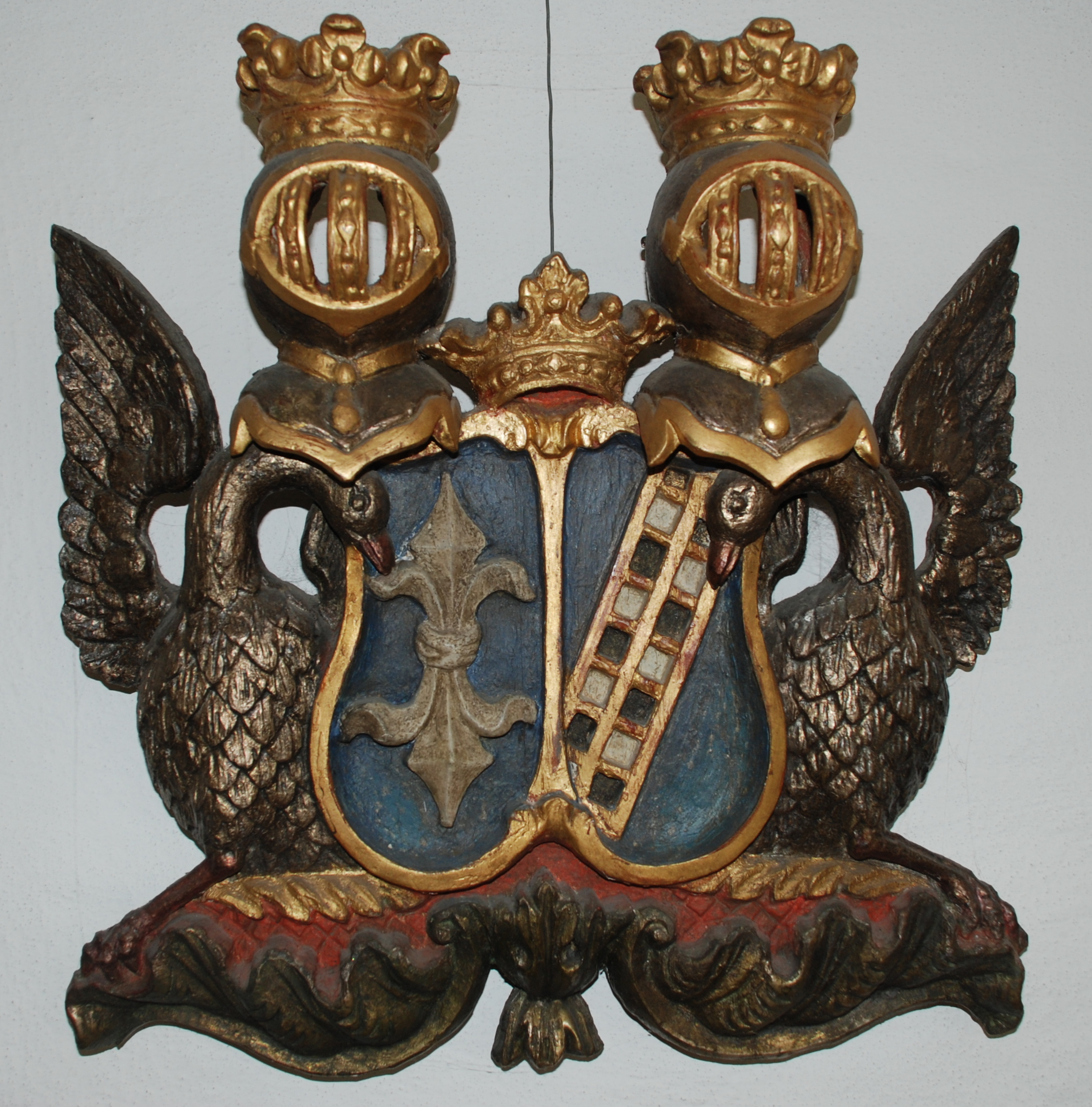
Armoiries des Beck-Friis

## Personnalités
- Comte Joakim Beck-Friis (1722-1797), gouverneur du comté de Kronoberg[1]
- Comte Corfitz Beck-Friis (1824-1897), membre du parlement
- Baron Joachim Tawast Beck-Friis (1827-1888), maréchal de la Cour
- Baron Lave Gustaf Beck-Friis (1834-1904), diplomate
- Baron Lave Beck-Friis (1857-1931), homme politique
- Baron Johan Beck-Friis (1862-1929), ministre de l'Agriculture
- Comte Carl Beck-Friis (1886-1969), homme politique et propriétaire terrien
- Johan Beck-Friis (1890-1969), ambassadeur
- Baron Hans Gustaf Beck-Friis (1893-1982), ambassadeur
- Barbro Beck-Friis (1931-), professeur de gériatrie
- Baronne Lisbet Beck-Friis (1931-2018), psychologue, épouse d'Olof Palme

## Domaines
- Château de Börringekloster

## Pour approfondir